# Timbira
Timbira (Timbyra) skupina indijanskih plemena jezične porodice gé iz brazilskih država Pará, Maranhão i Tocantins.
Jezično su podijeljeni na dvije osnovne skupine: A) zapadni ili Apinayé i B) (Istočni koji se dijele na Sjeverne s Gurupy ili Timbira de Araparytíva s rijeke Gurupy, danas rezervat AI Alto Turiaçu, Creyé ili Crenyé ili Krẽyé de Bacabal (43; 1919) i Nucoecamecran ili Kukóekamekra (Cucoecamecra); i Južne s Gavião do Pará ili Parkáteye, Gavião do Maranhão ili Pucobyé, Krikati, Canela, Krahô), Carateye, Crepumcateye ili Creapimcatage, Crenjé ili Crenge ili Krẽyé de Cajuapára, Nyurukwayé (ili Norocoage), Porecamecra (Purecamecran) i Chakamecra (Chacamecra, Sacamecran, Matteiro).
Gilberto Azanha navodi 15 plemena: Timbira de Araparytiua (Gurupí), Krẽyé de Bacabal, Kukóekamekra, Krẽyé de Cajuapara, Kre-Pumkateyé, Pukópye, Krikateye, Gaviões da Mata, Apányekra, Ramkokamekra, Kénkateye, Krahô, Cakamekra, Pórekamekra i Apinaye.

## Vanjske poveznice
- gé